# Hrvatska košarkaška reprezentacija do 20 godina
Hrvatska košarkaška reprezentacija za igrače do 20 godina starosti predstavlja Hrvatsku na međunarodnim natjecanjima za igrače u toj dobnoj kategoriji. Krovna organizacija ove reprezentacije je Hrvatski košarkaški savez.

## Uspjesi

### Svjetska prvenstva
Hrvatska ima jedan nastup, na Mundijalu u Japanu 2001. kada je osvojila srebrno odličje izgubivši u završnici od momčadi SAD-a (89:80).
Nastupili su u sastavu Srđan Subotić, Damir Miljković, Jasmin Perković, Marko Morić, Ivan Tomas, Krešimir Lončar, Zoran Planinić, Mario Stojić, Marko Malić, Joško Garma, Bruno Šundov i Boris Džidić.

### Europska prvenstva
Svoje prvo odličje na Europskim prvenstvima Hrvatska je osvojila 2018. u Njemačkoj izgubivši u završnici od trostrukih doprvaka Izraelaca (80:66), nakon što je na turniru u skupini ostvarila sve tri pobjede (protiv favorizirane Francuske i Španjolske te Ukrajine) te pobijedila Ujedinjeno Kraljevstvo u osmini finala, Italiju u četvrtfinalu i domaćina Njemačku u polufinalu. Vrijednost odličja utoliko je veća što ju je osvojio naraštaj koji dvije godine prije u okviru nacionalne vrste do 18 godina ispao u nižu razinu, B diviziju. Kapetan Mate Kalajžić uvršten je i u najbolju momčad prvenstva.
Prije srebra 2018. najveći uspjeh bio je 4. mjesto ostvareno na trima prvenstvima: 2000. u Makedoniji, 2010. na domaćem terenu i 2014. u Grčkoj.
| Prvenstvo                 | Doseg          | Igrači |
| ------------------------- | -------------- | --- |
| Italija 1998. (do 22)     | 9. mjesto      | Igor Miličić, Marin Pestić, Jurica Ružić, Tomislav Ružić, Gordan Giriček, Hrvoje Perinčić, Joško Poljak, Sandro Nicević, Davor Kus, Mate Miliša, Dubravko Zemljić, Kristijan Ercegović                       |
| Makedonija 2000.          | 4. mjesto      | Srđan Subotić, Damir Miljković, Marko Malić, Vlado Pašalić, Andrija Žižić, Boris Džidić, Zoran Planinić, Mario Stojić, Dalibor Bagarić, Ivan Tomas, Zoran Pehar, Domagoj Vidaković                           |
| Litva 2002.               | 8. mjesto      | Denis Toroman, Neven Ćuzela, Marko Popović, Marin Rozić, Franjo Bulić, Mladen Gligora, Vedran Morović, Damir Markota, Krešimir Lončar, Šime Špralja, Davor Kurilić, Alen Trepalovac                          |
| Češka 2004.               | 12. mjesto     | Petar Ćosić, Slavko Modrić, Davor Filipović, Nikola Garma, Josip Vučica, Hrvoje Kovačević, Marino Jurjević, Drago Pašalić, Martin Previšić, Marko Banić, Alen Trepalovac, Lukša Andrić                       |
| Rusija 2005.              | 11. mjesto     | Paolo Tičina, Rok Stipčević, Damir Markota, Krunoslav Simon,Damjan Rudež, Petar Babić, Jure Lalić, Nikola Garma, Stanko Barać, Lukša Andrić, Alen Trepalovac, Hrvoje Kovačević, trener Davor Vučković        |
| Turska 2006.              | 5. mjesto      | Josip Blajić, Luka Drezga, Rok Stipčević, Andrija Stipanović, Marko Batina, Ivan Papac, Damjan Rudež, Hrvoje Kovačević, Stanko Barać, Ante Tomić, Dražen Bubnić, Jure Lalić, trener Dražen Brajković         |
| Italija i Slovenija 2007. | 10. mjesto     | Ante Tomić, Josip Blajić, Luka Drezga, Zoran Vrkić, Franjo Bubalo, Marin Han, Franko Filipović, Filip Vukićević, Ivan Siriščević, Luka Petković, Nino Vlaić, Ivan Papac, trener Goran Caktaš                 |
| Latvija 2008.             | 12. mjesto     | Teo Petani, Luka Klarica, Mario Filipović, Franjo Bubalo, Ivan Mileković, Filip Krušlin, Željko Šakić, Marijo Hajdić, Filip Vukičević, Marino Šarlija, Ante Đugum, Miro Bilan, trener Ivan Sunara            |
| Grčka 2009.               | 8. mjesto      | Marko Radić, Vedran Nakić, Karlo Vragović, Bojan Bogdanović, Filip Kraljević, Antonio Oštrić, Mario Delaš, Marijo Hajdić, Pavle Marčinković, Matej Karlović, Nikola Blažević, Miro Bilan, trener Darko Kunce |
| Hrvatska 2010.            | 4. mjesto      | Nikola Došen, Leon Radošević, Josip Bilinovac, Mario Delaš, Šime Olivari, Ivan Ramljak, Toni Prostran, Ivan Batur, Darko Planinić, Dino Butorac, Robert Rikić, Tomislav Zubčić, trener Boris Kurtović        |
| Španjolska 2011.          | 16. mjesto     | Nikola Došen, Luka Babić, Roko Rogić, Ivan Mikulić, Ivan Batur, Marko Petrović, Boris Barać, Duje Dukan, Ante Čutura, Ivan Buva, Domagoj Bubalo, Paško Vrlika, trener Ivan Velić                             |
| Estonija 2013.            | 12. mjesto     | Luka Pandurić, Domagoj Samac, Juraj Segarić, Domagoj Kanaet, Matej Buovac, Marko Baković, Antonio Boban, Marko Ramljak, Petar Madunić, Luka Vlaić, Henrik Širko, Blaž Božinović, trener Damir Milačić        |
| Grčka 2014.               | 4. mjesto      | Lovre Bašić, Paolo Marinelli, Josip Gulam, Domagoj Bošnjak, Lovro Demo, Dominik Mavra, Mislav Brzoja, Tomislav Gabrić, Filip Bundović, Marko Bačak, Marin Marić, Karlo Žganec, trener Damir Milačić          |
| Italija 2015.             | 17. mjesto     | Josip Gulam, Josip Boban, Luka Božić, Domagoj Bošnjak, Tomislav Gabrić, Andrija Ćorić, Goran Filipović, Bruno Žganec, Jure Perić, Marko Bačak, Matej Radunić, Josip Jukić, trener Damir Milačić              |
| Njemačka 2018.            | drugoplasirani | Mate Kalajžić, Antonio Jordano, Domagoj Šarić, Toni Perković, Josip Barnjak, Toni Nakić, Karlo Uljarević, Mateo Drežnjak, Mateo Čolak, Domagoj Proleta, Krešimir Ljubičić, Ivan Vrgoč, trener Damir Rajković |
| Izrael 2019.              | 7. mjesto      | Mateo Vidović, Antonio Jordano, Jan Palokaj, Lovre Runjić, Josip Batinić, Domagoj Šarić, Gabriel Marić, Ivan Vrgoč, Danko Branković, Darko Bajo, Krešimir Nikić, trener Damir Rajković                       |
| Litva 2020.               |                | |

## Poznati igrači
- Zoran Planinić (EP 2000. i SP 2001.)
- Damir Markota (EP 2002. i 2005.)
- Ante Tomić (EP 2006. i 2007.)
- Rok Stipčević (EP 2005. i 2006.)
- Damjan Rudež (EP 2005. i 2006.)

## Unutarnje poveznice
- Hrvatska košarkaška reprezentacija
- Hrvatska košarkaška reprezentacija do 16 godina
- Hrvatska košarkaška reprezentacija do 18 godina
- Hrvatski košarkaški savez

## Vanjske poveznice
- Službena stranica Hrvatskog košarkaškog saveza
- Crošarka  Arhivirana inačica izvorne stranice od 27. kolovoza 2013. (Wayback Machine)